# Хокинс, Эдвин
Эдвин Рубен Хокинс (19 августа 1943 — 15 января 2018) — американский евангельский музыкант, пианист, хормейстер, композитор и аранжировщик. Наибольшую известность принесла ему аранжировка песни «Oh Happy Day», включённая в список «Песни века».

## Биография
Хокинс родился в Окленде, штат Калифорния, 19 августа 1943 года. В возрасте семи лет он уже играл на фортепиано, выступая вместе с семейным ансамблем.
Вместе с Бетти Уотсон в мае 1967 года он был соучредителем молодёжного хора Церкви Бога во Христе в Северной Калифорнии. Этот коллектив, состоявший из примерно 50 исполнителей, записал свой первый альбом под названием «Давайте войдем в Дом Господень» в Эфесской церкви Бога во Христе в Беркли.
При создании своего главного хита Хокинс использовал английский церковный гимн середины XVIII века «O Happy Day, That Fixed My Choice» и мелодию середины XIX века, принадлежащую британскому органисту Эдварду Римбо. Записанный в 1967 году кавер вошёл в дебютную пластинку Let Us Go Into the House of the Lord музыкального коллектива Edwin Hawkins Singers. Композиция приобрела огромную популярность в США, Франции, Германии и Великобритании. Трек принес исполнителю музыкальную премию «Грэмми» и стал одной из самых популярных песен в жанре госпел.
Хокинс умер от рака поджелудочной железы 15 января 2018 года в своем доме в Плезантоне, штат Калифорния, в возрасте 74 лет.
За свою карьеру Эдвин Хокинс выпустил более 30 альбомов.

## Дискография

### Альбомы
- 1968: Let Us Go into the House of the Lord
- 1969: He’s A Friend Of Mine
- 1969: Oh Happy Day (Buddah Records re-issue of previous 1968 LP)
- 1969: Jesus, Lover of My Soul
- 1969: Hebrew Boys
- 1969: Lord Don’t Move That Mountain
- 1969: Ain’t It Like Him
- 1970: Live at the Concertgebouw in Amsterdam
- 1970: Candles in the Rain with Melanie Safka
- 1970: Pray For Peace
- 1970: More Happy Days
- 1971: Try the Real Thing
- 1969: Peace Is Blowin' In The Wind
- 1971: Children Get Together
- 1972: I’d Like To Teach the World To Sing
- 1973: New World
- 1976: Wonderful
- 1977: The Comforter
- 1977: Edwin Hawkins Presents the Matthews Sisters
- 1979: Edwin Hawkins Live at the Symphony
- 1981: Edwin Hawkins Live with the Oakland Symphony Orchestra
- 1982: Imagine Heaven
- 1982: Edwin Hawkins Live with the Oakland Symphony Orchestra & The Love Center Choir Volume II
- 1983: Edwin Hawkins presents The Music and Arts Seminar Mass Choir
- 1984: Angels Will Be Singing with the Music and Arts Seminar Mass Choir
- 1985: Have Mercy with the Music and Arts Seminar Mass Choir
- 1987: Give Us Peace with the Music and Arts Seminar Mass Choir
- 1988: People in Need with Tramaine Hawkins and the Edwin Hawkins Singers to benefit Homeless USA
- 1988: That Name with the Music and Arts Seminar Mass Choir
- 1990: Face to Face
- 1994: Kings and Kingdoms with the Music and Arts Seminar Mass Choir
- 1995: Anything is Possible
- 1998: Love Is the Only Way

## Награды
Эдвин Хокинс выиграл четыре премии «Грэмми» в номинации за лучшее соул-госпел исполнение (Grammy Award for Best Soul Gospel Performance)
- 1970: Лучшее соул-госпел исполнение — «Oh Happy Day», performed by the Edwin Hawkins Singers
- 1971: Лучшее соул-госпел исполнение — «Every Man Wants to Be Free», performed by the Edwin Hawkins Singers
- 1977: Лучшее соул-госпел исполнение, Contemporary — «Wonderful!»
- 1993: Лучшее соул-госпел исполнение — choir director on Edwin Hawkins Music & Arts Seminar Mass Choir — Recorded Live in Los Angeles, performed by the Music & Arts Seminar Mass Choir

В 2007 году Хокинс был включен в Зал славы христианской музыки; он присутствовал на официальной церемонии награждения в 2009 году.